# Festival international de théâtre et de marionnettes de Ouagadougou
Le Festival international de théâtre et de marionnettes de Ouagadougou (Fitmo), depuis 2007 Festival des arts du Burkina Faso, est une biennale de théâtre créée en 1989 à Ouagadougou par Jean-Pierre Guingané. Le Fitmo associe des troupes de plusieurs pays d'Afrique et du monde.

## Histoire
Il est créé en 1989 en tant que Festival de théâtre de l'Union des ensembles dramatiques de Ouagadougou (Unedo), par le Centre burkinabé de l’Institut international du théâtre (CB-IIT).
Il associe en 2003 18 troupes burkinabé, africaines, européennes et asiatiques provenant de 13 pays.
En 2007 le Fitmo devient « Fitmo - Festival des arts du Burkina Faso » afin d'accompagner le processus de décentralisation récent au Burkina Faso,.
Il se déroule à l'espace culturel Gambidi et également, en 2017, par étapes dans cinq pays africains, Burkina Faso, Mali, Côte d'Ivoire, Togo et Niger en construisant un circuit de diffusion artistique.

## Programmation
Le festival se conçoit comme un espace de représentation politique et de débats. Selon son fondateur, « la dimension utilitaire de l’art est très importante dans la civilisation africaine. Et donc pour tous ces artistes (de théâtre) qui travaillent dans leur coin, souvent dans des conditions inimaginables, c’est d’être les porteurs d’un message, d’être les porte-parole des gens qui n’ont plus de parole,- parce qu’ils sont pauvres, ou parce qu’ils sont écrasés politiquement – qui leur donne l’envie et le courage de continuer, malgré les difficultés. D’arriver à exprimer des choses sur la tradition, qu’on ne peut plus dire au village, mais qu’à travers le spectacle de théâtre on peut exprimer ».
Thomas Riccio estime qu'avec le Fitmo, le Burkina Faso montre la voie d'une renaissance des arts africains.

## Financement
La première édition du festival repose sur le financement volontaire par six troupes théâtrales, à hauteur de 10 000 francs CFA chacune. Le Fitmo bénéficie en 1991 du soutien d'Afrique en créations, partenaire de Culturesfrance à hauteur d'un million de francs CFA.
Le budget du festival atteint en 2007 90 millions de francs CFA, avec le soutien d'Africalia en Belgique, de l’Adami à Paris, de l'Organisation internationale de la francophonie et d’une fondation du Togo, Ecobank.
Il a un impact économique important sur le pays à partir des années 2010 et contribue à faire du théâtre un levier du développement durable.